# Theofanes Homologetes
Svatý Theofanes Homologetes, případně latinsky Confessor (kolem 760 – 12. března 818), byl příslušník byzantské aristokracie, který se stal mnichem a významným kronikářem. 

## Život
V roce 787 se zúčastnil Druhého nikajského koncilu a za vlády Leona V. byl jako rozhodný odpůrce ikonoklasmu poslán do vyhnanství. Theofanes sepsal kroniku, v níž postihl historické události od nástupu Diocletiana v roce 284 až do pádu Michaela I. Rangabe v roce 813. Přitom čerpal z děl některých dřívějších autorů, jejichž texty se nedochovaly, a je téměř jediným zdrojem pro 7. a 8. století, zejména léta 769 až 813. V jeho díle nenacházíme prakticky žádný kritický přístup k dějinám.